# Samsung Electronics
Samsung Electronics Co., Ltd. (korejski: 삼성전자) južnokorejska je multinacionalna korporacija sa sjedištem u gradu Suwonu. Samsung Electronics glavna je tvrtka chaebol (veliki industrijski konglomerat) Samsunga i 2012. godine donosi 70% ukupnog prihoda grupacije. Tvrtka ima montažna postrojenja i prodajne mreže u 80 država i zapošljava 320.671 radnika. Prema prihodima je najveća tehnološka tvrtka i proizvođač elektroničkih uređaja i čipova na svijetu. Neki od tvrtkinih proizvoda su litij-ionske baterije, poluvodiči, čipovi, flash memorije, tvrdi diskovi, pametni telefoni (npr. serija Samsung Galaxy), televizori, itd. Samsung Electronics od 2006. godine je najveći proizvođač televizora, a od 2011. g. najveći proizvođač pametnih telefona.

## Vanjske poveznice
- Službene stranice